# دير الفاروس
دَيْرُ اَلْفَارُوسْ أو دَيْرُ اَلْفَارُوصْ أو دَيْرُ اَلْقَارُوسْ أو دَيْرُ اَلْقَارُوصْ أو دَيْرُ اَلْفَاڤُوصْ هو ديرٌ أثريّ رومي كان يقع في ظاهر (خارج أسوار) اللاذقيَّة من الناحية الشماليَّة، اشتهر بِجماله وتغنَّى به الكثير من الكُتَّاب، وكان النصارى يقصدونه من أنحاءٍ مُختلفة، وورد ذكره في عددٍ من كُتب الرحَّالة والجُغرافيين المُسلمين.
تاريخ بناء هذا الدير غير معروف على وجه الدقَّة، ويُرجِّح بعض الباحثين أنَّهُ يرجع لِصدر المسيحيَّة، ويقول آخرون أنَّهُ يعود لِقُرابة القرن الخامس أو السادس الميلاديين. كما أنَّ هُناك خلافٌ حول أصل تسميته. اشتهر الديرُ بين الباحثين المُتقدمين والمُتأخرين بِسبب القصَّة التي تزعم زيارة أبي العلاء المعرِّي إلى اللَّاذقيَّة ونُزوله ضيفًا عند أحد رُهبان الدير وأخذه عنه شيءٌ من الفلسفة. وهو كذلك يشتهر لِاكتشاف مخطوطةٍ روميَّةٍ ضخمةٍ لِلإنجيل، يبدو أنها خُطَّت فيه بحسب ما يُفهم من نصٍّ ورد فيها.
دُمِّر هذا الدير وزالت آثاره واختفى ذكره في وقتٍ لاحقٍ من التاريخ، ولا يُعرف على وجه الدقَّة كيف حدث ذلك، ويُرجَّح أن يكون دماره راجعًا إلى الزلازل المُتتالية التي ضربت الديار الشَّاميَّة وإلى الحُرُوب وما رافقها من دمارٍ نتيجة حملات الصليبيين والمغول. وقد افترض المُؤرِّخ إلياس بن موسى صالح اللَّاذقي أنَّ الدير دُمِّر على عهد تيمورلنك، في حين قال آخرون أنَّهُ دُمّر سنة 1469م. كما طُمست معالم موقع الدير، على أنَّ بعض الأطلال المُكتشفة في حيِّ الفاروس بِاللاذقيَّة، المُسمَّى نسبةً لِلدير، يُحتمل أنها تعود إليه.

## التسمية
لفظُ «الدير» بِالعربيَّة يُطلقُ على بيت النصارى الذي يتعبَّدُ فيه رُهبانهم. يقول ياقوت الحموي: «وَأَمَّا اَلدَّيْرُ، فَهُوَ بَيْتٌ يَتَعَبَّدُ فِيهِ اَلرُّهْبَانُ، وَلَا يَكَادُ يَكُونُ فِي اَلْمِصْرِ اَلْأَعْظَمِ. إِنَّمَا يَكُون فِي اَلصَّحَارِي، وَرُؤُوسَ اَلْجِبَالِ. فَإِن كَانَ فِي اَلْمِصْرِ اَلْأَعْظَمِ كَانَ كَنِيسَةً أَوْ بِيْعَة. وَرُبَّمَا فَرَّقُوا بَيْنُهُمَا، فَجَعَلُوا اَلْكَنِيسَةَ لِلْيَهُودِ، وَالْبِيْعَةَ لِلنَّصَارَى». أمَّا لفظ «فاروس» (باليونانية: Φάρος)‏ فكلمةٌ دخيلةٌ، عرَّفها أغابيوس بن قُسطنطين المنبجي بِقوله: «فَارُوسْ اَلْإِسْكَنْدَرِيَّةِ: وَهُوَ اَلْبُرْجُ وَالْمَنْظَرَة اَلَّذِي فِي دَاخِلِ اَلْبَحْرِ». وأصلُ هذه الكلمة مأخوذٌ من اسم جزيرة فاروس، وهي جزيرةٌ صغيرة وُجدت في ميناء الإسكندريَّة، أقام فيها بطليموس فيلادلفوس وهو الثاني من فراعنة مصر البطالمة، منارًا شهيرًا. وورد التعريف نفسه في مُعجم وبستر الكبير. وبهذا يُرجِّح البعض أن الدير عُرف بِهذا الاسم لِوُجُودِ بُرجٍ أو منظرةٍ فيه تكشفُ البحر المُتوسِّط. جديرٌ بِالذكر أنَّ مُعجم «تكملة تاج العروس» يورد تعريفًا آخرًا لِلـ«فاروس»، ألا وهو «الكفن»، إذ قيل وفق هذا المصدر أنَّ الدير شُيِِّد إكرامًا لِلكفن الذي سُجِّي به المسيح.

## تاريخ الدير

### الدير في المُؤلَّفات التاريخيَّة

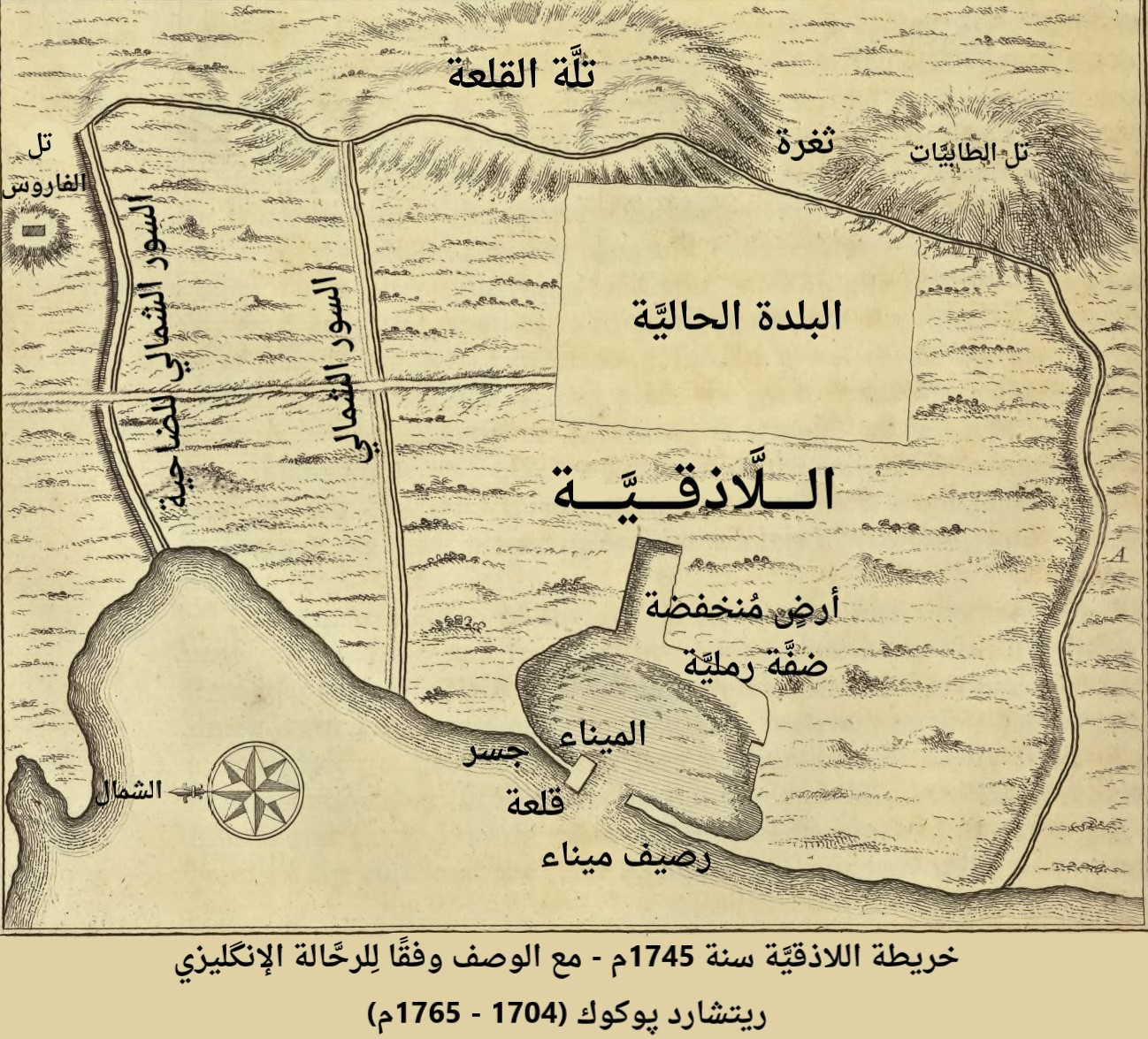
نسخة مُعرَّبة عن أصلٍ يعود لِسنة 1743م، تُصوِّرُ اللَّاذقيَّة وموضع تل الفاروس الذي يُحتمل أنَّ الدير بُني عليه.

لم يصل للباحثين أيَّة مصادر تُحدِّد هويَّة مُؤسِّس دير الفاروس ولا في أيِّ سنةٍ كان بناؤه، وأقدم ما وصلهم من أخباره يعود إلى سنة 181م، لِذا فهو يُعد من أقدم الأديرة المسيحيَّة في المشرق العربي، فقد ذكر الرحَّالة الإنگليزي فردريك ولپول (بالإنگليزيَّة: Frederick Walpole) في رحلته الشرقيَّة أنَّهُ وقف في مدينة اللاذقيَّة على نُسخةٍ خطيَّةٍ من الكتاب المُقدَّس مكتوبة بِيد ثيودوسيوس الأُسقُف الرومي سنة 492 روميَّة (181م)، وأضاف أنَّ أُسقُفًا يُدعى «نقفور» أعاد كتابة صفحة العنوان من هذه المخطوطة طبقًا لِما هي عليه في الأصل، وذلك سنة 1727 روميَّة (1416م) بعدما أصبحت لُغتها غير مقروءة نتيجة التقادم، ثُمَّ أثبت ختمه فيها دلالةً على صدق التاريخ الوارد في الصفحة التي أصابها البلى. ونُصَّ في تلك المخطوطة أنَّها كُتبت لِـ«كنيسة فاروس». وممَّا ذكره ولپول أيضًا أنَّهُ وجد هُناك نسخةً عربيَّةً من الكتاب المُقدَّس، كُتبت لِكنيسة الفاروس سنة 793 روميَّة (482م)، كما قال أنَّهُ رأى نسخةً خطيَّةً من تفسير الكتاب المُقدَّس فيها ورقة حَوَت نبذة تاريخيَّة ودُوِّنت فيها أسماء كنائس اللاذقيَّة، فكانت عشرُ كنائس سنة 667هـ المُوافقة لِسنة 1269م، من ضمنها كنيسة الفاروس.
أعاد باحثون آخرون تاريخ بناء هذا الدير إلى القرن السادس الميلادي، فقال العلَّامة إلياس بن موسى صالح اللاذقي في كتابه «آثار الحقب في لاذقيَّة العرب»: «وَيُقَالُ أَنَّهُ فِي اَلْجِيلِ اَلسَّادِسِ بُنِيَ دَيْرُ اَلْفَارُوسْ عَلَى اِسْمِ اَلْقِدِّيسِ جَاوَرْجِيُوسْ اَلْمَشْهُور مَوْقِعُهُ اَلْآنَ وَلَفْظَة فَارُوسْ يُونَانِيَّةً مَعْنَاهَا اَلْمَنَارَةُ وَلَعَلَّهُ دُعِيَ بِذَلِكَ لِارْتِفَاعِهِ». بينما يقول عالم الآثار جبرائيل سعادة: «هَذِهِ اَلْكَلِمَة قَدْ تَكُونُ مَأْخُوذَةً فِي غَيْرِ مَعْنَاهَا اَلْحَقِيقِيِّ، فَالْحَيُّ اَلَّذِي يَقَعُ فِيهِ اَلدَّيْرُ حَيَّ "اَلْفَارُوسْ" يَبْعُدُ عَنْ اَلشَّاطِئِ مَسَافَةً غَيْرَ قَلِيلَةٍ وَمِنْ اَلصَّعْبِ تَصَوُّرُ وُجُودِ مَنَارَةٍ فِي هَذَا اَلْمَوْضِعِ، كَمَا أَنَّ اَلْهَضْبَةَ اَلْمَوْجُودَة فِي اَلْحَيِّ لَا يُوجَدُ فِيهَا اَلِارْتِفَاعُ اَللَّازِمِ لِنَصْبِ مَنَارَةٍ بَعِيدًا عَنْ اَلْبَحْرِ، فَهَلْ تَكُون اَلتَّسْمِيَةُ نَوْعًا مِنْ اَلرَّمْزِ؟ وَهَلْ مُهِمَّةُ اَلدَّيْرِ كَالْمَنَارَةِ إِنَارَةَ اَلطَّرِيقِ أَمَامَ اَلْمُتَخَبِّطِينَ فِي اَلظُّلُمَاتِ؟». جديرٌ بِالذكر أنَّهُ على الرُغم ممَّا سلف، فإنَّ «المُعجم الجُغرافي لِلقطر العربي السوري» يُحدِّد زمن بناء هذا الدير بِعهد الإمبراطور البيزنطي جُستينيان الأوَّل (527 - 565م).
ذُكر هذا الدير أيضًا في مُؤلَّفاتٍ عدَّة مُؤرخين مُسلمين، منهم شمس الدين الأنصاري الذي يقول: «وَبِهَا [أي باللَّاذقيَّة] دَيْرُ اَلْفَارُوسْ مِنْ أُعْجِبِ اَلْبِنَاءِ فِي اَلدِّيُورِ وَلَهُ يَوْمٌ فِي اَلسَّنَةِ تَجْتَمِعُ اَلنَّصَارَى إِلَيْهِ…». وذكرهُ أيضًا أبو الفداء في تقويم البُلدان ضمن حديثه عن اللاذقيَّة: «وَهِيَ بَلْدَةٌ ذَاتُ صَهَارِيج، وَهِيَ عَلَى سَاحِلِ اَلْبَحْرِ وَبِهَا مِينَاءٌ حَسَنَةٍ مُفَضِّلَةٍ عَلَى غَيْرِهَا، وَبِهَا دَيْرٌ مَسْكُونٌ يَعْرِفُ بَالْفَارُوسْ حَسَنْ اَلْبِنَاءِ». وكذلك فعل ابن فضل الله العُمري في مسالك الأبصار: «دَيْرُ اَلْقَارُوسْ: عَلَى جَانِبِ اَللَّاذِقِيَّةِ مِنْ شَمَالِهَا. وَهُوَ فِي أَرْضٍ مُسْتَوِيَةٍ. وَبِنَاؤُهُ مُرَبَّعٌ. وَهُوَ حُسْنُ اَلْبُقْعَةِ»، وفيه يقول أبو علي الحسن بن علي بن حمد الغزِّي الزغاري:
وذكر ابن بطُّوطة هذا الدير أيضًا أثناء رحلته إلى الشَّام سنة 1332م، فقال في تُحفة النُظَّار: «وَبِخَارِج اَللَّاذِقِيَّة اَلدَّيْرُ اَلْمَعْرُوفُ بِدَيْرِ اَلْفَارُوصْ وَهُوَ أَعْظَمُ دَيْرٍ بِالشَّامِ وَمِصْرَ يَسْكُنُهُ اَلرُّهْبَانُ وَيَقْصِدُهُ اَلنَّصَارَى مِنْ اَلْآفَاقِ، وَكُلَّ مِنْ نَزَلَ بِهِ مِنْ اَلْمُسْلِمِينَ فَالنَّصَارَى يُضِّيفُونَهُ، وَطَعَامُهُمْ اَلْخُبْزُ وَالْجُبْنُ وَالزَّيْتُونُ وَالْخَلُّ…».

### زيارة أبو العلاء المعرِّي لِلدير

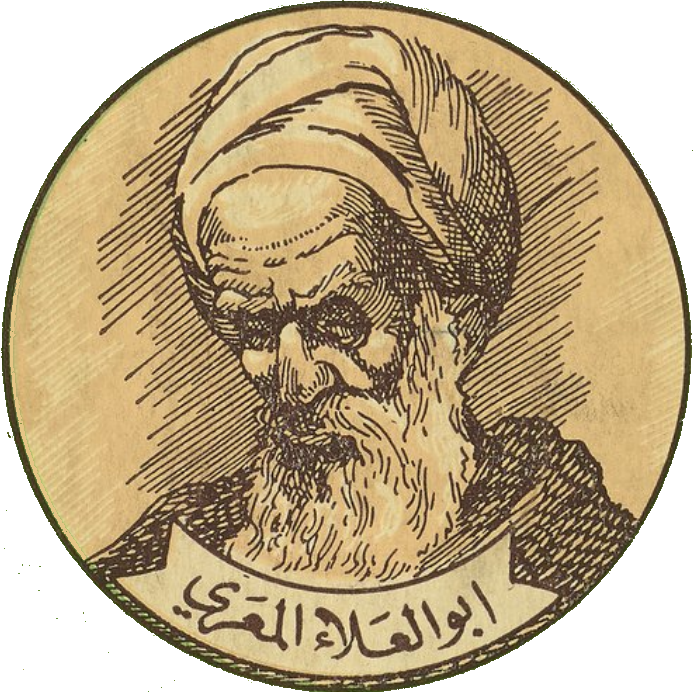
رسمٌ تخيُّلي لِأبي العلاء المعرِّي.

ذكر جمال الدين القفطي والإمامين الذهبي والسيوطي والشيخ صلاح الدين الصَّفدي وغيرهم ما خُلاصته: أنَّ الشاعر الشهير أبا العلاء المعرِّي بعد أن أخذ عن عُلماء بلده رحل إلى طرابُلس الشَّام، وكانت بها مكتباتٌ كثيرة وقَّفها ذوو اليسار، واجتاز في طريقه بِاللَّاذقيَّة ونزل في ديرٍ فيها، سمَّاهُ القفطي «دير الفاروس» وأشار أنَّهُ على مقرُبةٍ منها. وكان فيه راهب لهُ علمٌ بِأقوال الفلاسفة، فسمع منهُ أبو العلاء كلامه، أو أخذ عنهُ ما شكَّكهُ في الإسلام وغيره من الديانات، فحصل لهُ بعض انحلال. وقال ياقوت الحموي في مُعجم البُلدان: «وَقَالَ اَلْمِعَرِّي اَلْمُلْحِد إِذْ كَانَتْ اَللَّاذِقِيَّة بِيَدِ اَلرُّومِ بِهَا قَاضٍ وَخَطِيبٌ وَجَامِعٌ لِعِبَادِ اَلْمُسْلِمِينَ إِذَا أَذَّنُوا ضَرَبَ اَلرُّومُ اَلنَّوَاقِيسَ كِيَادًا لَهُمْ فَقَالَ:
وَاَلدَّلْبَة: اَلنَّاقُوسُ، وَالشَّيْخُ اَلَّذِي يَصِيحُ: أَرَادَ بِهِ اَلْمُؤَذِّنُ». يقبلُ طٰه حُسين بِرحلة أبي العلاء إلى اللاذقيَّة ويقول أنَّهُ لا يشُك في أنَّ الصلة قد اشتدَّت بين المعرِّي وبين النصارى قبل رحلته الشهيرة إلى بغداد، إذ استطاع أن يدرس دينهم ودين اليهود ويُناقشهم فيهما، وأنَّهُ لم يدرُسهما في المعرَّة لِأنَّ حياتها العلميَّة لم تكن تسمح بِذلك، فلا شكَّ أنَّهُ درس هاتين الديانتين في أسفاره الأولى إمَّا في أنطاكية أو في اللاذقيَّة، ورجَّح الآخر لِأمرين، أحدهما: رواية المُؤرِّخين المذكورين، والآخر: البيتان المُتقدمان اللذان رواهما ياقوت الحموي. يرفض باحثون آخرون الرواية سالِفة الذِكر، ومنهم الأديب محمود مُحمَّد شاكر الذي يقول أنَّ النظر بِأقوال المُؤرِّخين يُفيد بِأنَّ أبا العلاء نزل ضيفًا على رُهبان دير الفاروس على ما جرى عليه الرحَّالة المُسلمون كما ذكر ابن بطُّوطة، ولا يصح بأن يكون قد تتلمذ على يد أحدهم لأنَّ الدرس والتعلُّم كلاهما يقتضي طول الإقامة باللَّاذقيَّة، وكتابات المُؤرِّخين بِأجمعها تدُلُّ على أنَّهُ مرَّ بالمدينة وخلَّفها وراءه ولم يدخُلها.
يقول الأديب عبد العزيز الميمني في هذه الرحلة المزعومة: «وَلَا نَسْتَبْعِدُ أَصْلاً أَنَّ يَسْتَغْوِي رَاهِبٌ - أَكَلَ اَلدَّهْرُ عَلَيْهِ وَشَرِبَ - نَاشِئًا غِرًّا هَمُّ أَتْرَابُهُ فِي اَللَّهْوِ وَاللَّعِبِ». وذكر أنَّ بعض المُستشرقين كمرجليوث شكَّ في هذا الخبر، وزعم أنَّ العرب تُضيفُ إلى الرُّهبان كثيرًا من الآراء التي يُبعد ما بينها وبين الإسلام. وأنَّ المعرِّي احتذى في هذه الشُكُوك على مثال المُتنبِّي فإنَّهُ كان لا يُبجِّل الأنبياء. يصفُ اللُّغوي مُحمَّد سليم الجُندي رحلة المعرِّي وحُلُوله ضيفًا في دير الفاروس بِقوله: «إِنْ لَمْ تَكُنْ بَاطِلَةً فَبَيْنَهَا وَبَيْنَ اَلْبَاطِلِ رَحِمٌ وَاشِجَة»، وذلك لِأسبابٍ عدَّة:
1. إنَّ هذه الرحلة لم يُعيَّن زمانها على التحقيق، ولم تتبيَّن مُدَّة إقامته في اللاذقيَّة، بل يُشعر من كلام بعضهم أنَّهُ بات ليلةً عند الراهب في دير الفاروس، ولم يُبيَّن ذلك الراهب ولا ما سمعهُ من أقواله، ولا عُلم ما هو الذي أخذه عنه في هذه المُدَّة القليلة فشكَّكهُ في دينه وغرَّره، ولا عُلم أيضًا بِأيَّة لُغةٍ كان يُخاطب الراهب والأخير يُخاطبه، لِأنَّ الراهب كان روميًّا وأبو العلاء لا يعرف غير العربيَّة. ولا عُلم من كان يصحبه في هذه الرحلة ولا كيف اتصل بِالراهب، بل إنَّ هذه الرحلة كُلِّها مغمورةٌ بِالإبهام والغُمُوض.[25]
2. كانت اللَّاذقيَّة حينذاك بِيد الرُّوم، وقد غلبوا عليها واشتدُّوا في إيذاء المُسلمين. بل أنَّ ابن بُطلان لمَّا زارها وصفها بِأنَّها «مدينةٌ يونانيَّة»: «وَخَرَجَتُ مِنْ أَنْطَاكِيَة إِلَى اَللَّاذِقِيَّة وَهِيَ مَدِينَةٌ يُونَانِيَّةٌ، وَلَهَا مِينَاءٌ وَمَلْعَبٌ وَمَيْدَانٌ لِلْخَيْلِ مُدَوَّر، وَبِهَا بَيْتٌ كَانَ لِلْأَصْنَامِ وَهُوَ اَلْيَوْمُ كَنِيسَةٌ، وَكَانَ فِي أَوَّلِ اَلْإِسْلَامِ مَسْجِدًا». ويُضيفُ بأنَّ المدينة كانت مرتعًا لِلفسق والبغي، بل إنَّ مُحتسبها كان يجمع الفاسقات والمومسات ويُؤخذن إلى الفنادق والخانات ويُعرضن على المُسافرين والتُجَّار الغُرباء.[26] لِهذا يستبعد الجُندي أن يتسنَّى لِمثل أبي العلاء أن يجتمع بِراهبٍ ويتلقَّى عنه في ظل تلك الظُرُوف السياسيَّة والاجتماعيَّة السائدة في المدينة حينذاك.[25]
3. إنَّ هذه الرحلة لو كانت واقعة حقيقةً لاجتمعت الروايات على نقلها، ولذكرها أبو العلاء كما ذكر بغداد، لا سيَّما قضيَّة الفسقة. وإنَّ كثيرًا ممن ترجم أبا العلاء لم يذكر هذه الرحلة. كما أنَّ ذِكر اللاذقيَّة في كلامه قليل،[25] فقد ذكرها في رسالة الغُفران في قصَّة الكاتب الذي تفل المُتنبِّي على جرحه فبرئ، والرجل الذي أخبره المُتنبي بِأنَّ الكلب سيموت فمات.[27]
4. إنَّ بيتيّ المعرِّي اللذين ذكرهما ياقوت الحموي لا يصح الاحتجاج بهما على اجتيازه بِاللَّاذقيَّة، ولا على اجتماعه بِراهبٍ في دير الفاروس، لأنَّ أبا العلاء ذكر بلادًا كثيرة، وانتقد كثيرًا من الأعمال والعادات والمُعتقدات من غير أن يجتاز بها، على أنَّ البيتين المذكورين لا يظهر بينهما وبين شعره في مثل هذا الغرض شيئًا من الشبه، ويُشاع بين الناس روايتهما على الوجه التالي:[25][28]

وليس في هذين البيتين ما يحتاج إلى اطِّلاعٍ واسعٍ على المسيحيَّة أو درسٍ عميقٍ لها، وإنَّما يتأتَّى لِأيِّ رجُلٍ كان أن يذكر ما فيها. أضف إلى ذلك أنَّ المعرَّة وضاحيتها كان بعض أهلها من النصارى، ولا يبعد أن يكون لِأبي العلاء اتصالٌ بهم، تمكَّن به من الاطلاع على شيءٍ من عقائدهم، ثُمَّ أتمَّهُ من دراسته.
5. إنَّ الشكَّ مُستفيضٌ في كلام أبي العلاء في الديانات وغيره مُنذُ حداثة سنِّه، وكثيرًا ما يُراد به غير ظاهره، وكثيرًا ما يتخذه وسيلةً لِليقين. وبالتالي فإنَّ الانحلال والزندقة التي تُنسب إليه لِيست بِسبب احتكاكه بِراهب دير الفاروس.
6. يُستشعرُ بِضعف هذه الرحلة ما ذكره مُؤرِّخون مُتقدمون، مثل البديعي الدمشقي(1)، الذي قال «قيل واجتاز باللَّاذقيَّة ونزل ديرًا…»، فتعبيره بِلفظ «قيل» دليلٌ على عدم جزمه بِوُقُوعها.

### الدير تحت سيطرة الصليبيين ثُمَّ إعادته لأصحابه
سقطت اللاذقيَّة وسائر البلاد الساحليَّة الشَّاميَّة بِيد الصليبيين خِلال حملتهم الأولى وبقيت بأيديهم ما يزيد عن ثمانين عامًا حتَّى حرَّرها السُلطان صلاح الدين الأيُّوبي في 27 جُمادى الأولى 584هـ المُوافق فيه 23 تمُّوز (يوليو) 1188م. وكان المُؤرِّخ عماد الدين الأصفهاني في جيش المُسلمين، فدوَّن ما شهده من أحداثٍ، منها أنَّ الدير، الذي يُسمِّيه «كنيسة»، كان الصليبيُّون قد هيمنوا عليه، فلمَّا أخرجهم المُسلمون من المدينة أخذوا ما بها من نفائس على سبيل الغنائم، ثُمَّ ردُّوها لِلقساوسة الرُّوم من أهل المدينة الأصليين: «وَبِظَاهِر اَللَّاذِقِيَّة كَنِيسَةٌ عَظِيمَةٌ، نَفِيسَةٌ قَدِيمَةٌ، بِأَجْزَاءِ اَلْاَجْزَاعْ مُرَصَّعَة، وَبِأَلْوَانَ اَلرُّخَام مُجَزَّعَة، وَأَجْنَاسُ تَصَاوِيرِهَا مُتَنَوِّعَة، وَأُصُولُ تَمَاثِيلِهَا مُتَفَرِّعَة. وَهِيَ مُتَوَازِيَةُ اَلزَّوَايَا، مُتَوَازِنَةُ اَلْبَنَايَا. قَدْ تَخَيَّرَتْ بِهَا أَشْبَحْ اَلْأَشْبَاهَ، وَصُوِّرَتْ فِيهَا أَمْوَاجُ اَلْأَمْوَاَهْ، وَزُيِّنَتْ لِإِخْوَانِ اَلشَّيْطَانِ، وَعَيَّنَتْ لِعَبْدَةِ اَلصُّلْبَانِ. وَلَمَّا دَخَلَهَا اَلنَّاسُ اُخْرُجُوا رُخَامَهَا، وَشَوَّهُوا أَعْلَامَهَا، وحَسَرُوا لِثَامَهَا، وَكَسَرُوا إِجْرَامَهَا، وَأَهْدَوْا اَلْأَسَى لِهَدِّ أَسَاسِهَا، وَأَفَاضُوا عَلَيْهَا لِبَاسَ اَبْلَاسْهَا، وَحَكَمُوا بَعْدَ اَلْغِنَى بِإِفْلَاسِهَا. وَافْتَقَرَتْ وَاقَتَرْتْ، وَخَرُبَتْ وَتَرُبَّتْ. ثُمَّ لَمَّا طَابَتْ اَلنُّفُوسُ؛ وَتَجَلَّى عَنْ اَلْبَلَدِ بِفَتْحِهِ اَلْبُوْسْ؛ عَادَ إِلَى هَذِهِ اَلْكَنِيسَةِ بِالْأَمَانِ اَلْقُسُوسْ؛ وَهِيَ مُتَشَوِّهَةٌ مُتَشَعِّثَة، مُسْتَمْسِكَةٌ بِأَرْكَانِهَا وَقَوَاعِدِهَا مُتَشَبِّثَة». وأقطع صلاح الدين المدينة لِابن أخيه تقيُّ الدين عُمر بن شاهنشاه فأعادها إلى أحسن ما كانت من العمارة والتحصين.

### اندثار الدير واحتمال اكتشافه

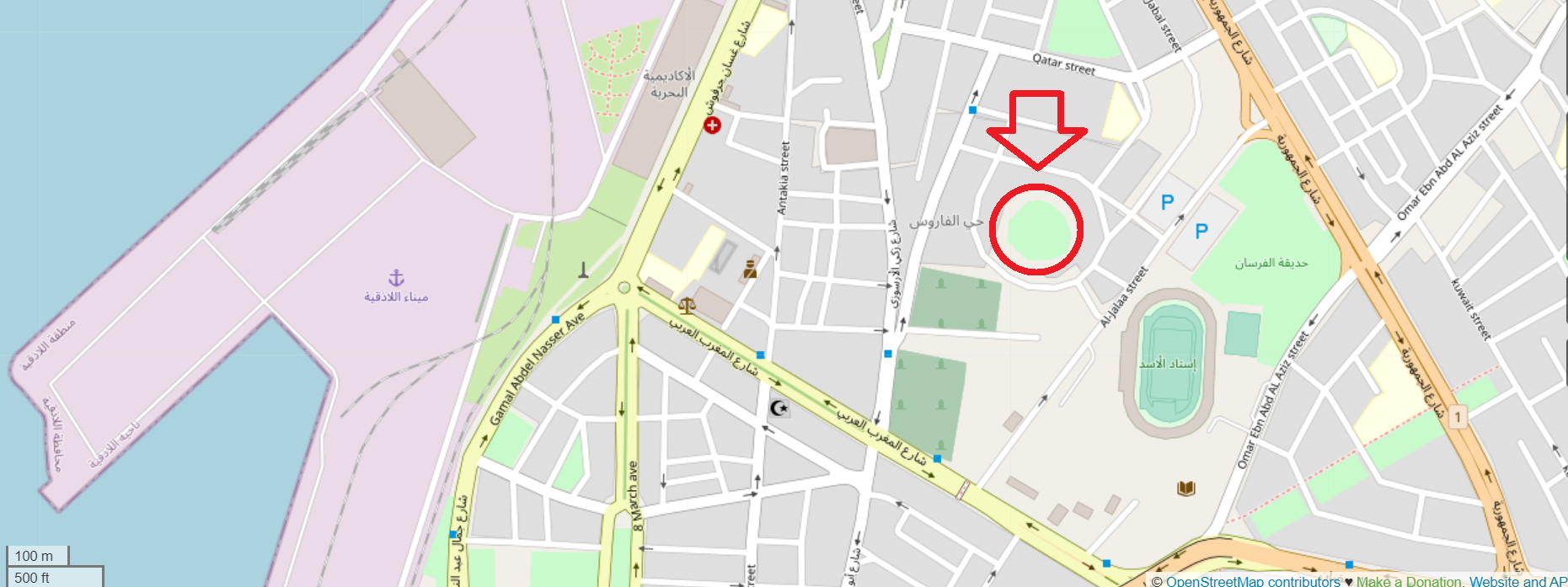
الموقع المُحتمل لِلدير مُشارٌ إليه بِدائرةٍ حمراء.

لا يُعرفُ متى اندثر دير الفاروس ولا كيف طُمست معالمه، ويُرجَّح أنَّ ذلك كان نتيجة الغزوات والزلازل التي تعرَّضت لها اللاذقيَّة، ففي سنة 552هـ المُوافقة لِسنة 1157م، ضربت زلزلةٌ عظيمة الديار الشَّاميَّة هلك فيها خلقٌ كثير وتصدَّعت أبنية وهُدمت أُخرى، فوقعت أبراج قلعة حلب ودُمِّرت شيزر وساخت قلعة أفامية، وخرُبت صيدا وبيروت وطرابُلس وصور وعكَّا، ونالت اللاذقيَّة نصيبها الوافر من الدمار والخراب، فانشقَّ بها موضعٌ ظهر فيه صنمٌ قائمٌ في الماء، ولم يسلم من أهلها سوى نفرٌ يسير، ولم يسلم من أبنيتها سوى كنيستها الكُبرى. وفي سنة 566هـ المُوافقة لِسنة 1170م ضربت الزلازل أنطاكية وجبلة واللاذقيَّة، ولم يسلم في المدينة الأخيرة إلَّا كنيسةٌ لِلسُريان.
يفترض المُؤرِّخ إلياس بن موسى صالح اللَّاذقي أنَّ دمار الدير كان خلال عهد تيمورلنك خلال حملته على الشَّام سنة 1400م، مُستنتجًا ذلك من ما ورد في «جُغرافية ملطيرون» الفرنسيَّة. ومن التفسيرات الأُخرى ما ذكره المُترجم والكاتب عصام الشحادات بأنَّ زلزال سنة 1469م كان هو القاضي على الدير، دون أن يُحدد مرجعه الذي نصَّ على هذا الأمر. وبحسب نسخةٍ قديمةٍ من الإنجيل خُطَّت قبل سنة 1720م، فإنَّهُ كان باللاذقيَّة حتَّى ذلك التاريخ عشر كنائس، هي: الفاروس وكنيسة الليمون وكنيسة مار أندراوس وكنيسة مار نقولا وكنيسة مار جرجس وكنيسة السيِّدة وكنيسة مار يعقوب وكنيسة مار سابا وكنيسة مار توما. وابتداءً من سنة 1133هـ المُوافقة لِسنة 1720م، لم يعد يُسمع إلَّا بِخمس كنائس هي: مار نقولا ومار أندراوس ومار جرجس ومار سابا والسيِّدة.
وبِهذا اختفى ذِكر دير الفاروس، ومع مُرور الوقت سُمِّي بـ«الدير الضائع» نظرًا لِعدم وُجُود دليل قطعي على المكان الذي كان قائمًا فيه، لكنَّ بعض المُكتشفات والأبحاث غير القطعيَّة أشارت إلى أنَّهُ يتوسَّط التل الأثري الموجود في حيِّ الفاروس الشهير، والتل عبارة عن هضبةٍ صخريَّةٍ ترتفع عن سطح البحر نحو ثلاثين مترًا دائريَّة الشكل بِقُطرٍ يبلغ قُرابة ستين مترًا، وفي أعلاها شُيِّدت مُنشآت مدينة كشفت عنها أعمال التنقيب التي نفذتها دائرة آثار اللاذقيَّة في هذا الموقع.

## إنجيل الفاروس

صورة للصفحة الأولى من إنجيل الفاروس.

إنجيلُ الفاروس هو نسخةٌ أثريَّة من الإنجيل خُطَّت بِالروميَّة، ويُعتقد أنَّها تعود لِلقرن الخامس الميلادي. وبحسب ما هو شائع فإنَّ هذا الإنجيل نُسخ في دير الفاروس، فسُمي نسبةً له، ثُمَّ احتُفظ به في كنيسة مار جرجس. وقد أجرى عالم الآثار جبرائيل سعادة دراسةً مُتكاملةً لِهذا الكتاب، وطلب من عُلماءٍ أجانب إبداء آرائهم، منهم الأب جوليس لوروا الفرنسي (بالفرنسية: Jules Leroy)‏ الذي قال إنَّ المخطوط حسب رأيه يعود على الأرجح إلى القرن الثاني عشر أو الثالث عشر الميلاديين. يضم الكتاب 283 ورقة من جلد الغزال، ويقول سعادة إنَّ تجليده حديثُ العهد نسبيًّا، وأنَّهُ تمَّ في موسكو عندما أُرسل إليها بناءً على طلبٍ من القيصر الروسي؛ وهو تجليدٌ على صفحتين من الخشب المُغطَّى بِمُخملِ بنفسجيّ، وقد وُضع على كُلِّ دفَّة من دفتيّ الغلاف صليبٌ فضيّ بِمسامير نُحاسيَّة، وهُناك دلائلٌ عدَّة تُشير إلى أنَّ الأوراق أثناء إنجاز ذلك العمل قُطعت من أطرافها، أي إنَّ الإنجيل لم يعد يحتفظ بمقاييسه الأوليَّة.

### هوامش
- 1: هو يُوسُف البديعي الدمشقي الحلبي. أديبٌ وشاعر دمشقي المولد. خرج من مسقط رأسه خلال صباه واستقرَّ في حلب، وبقي فيها مُعظم سنيّ حياته وهُناك أخذ عن النجم الحلفاوي الحلبي خطيب جامع حلب، وبدأ بِالتصنيف والتأليف فاشتهر وذاع صيته في الفضل والأدب. وُلِّي قضاء الموصل في آخر عُمره، ثُمَّ رحل إلى إسلامبول عاصمة الدولة العُثمانيَّة، وفيها مات ودُفن سنة 1073هـ المُوافقة لِسنة 1662م. من كُتُبه: «الصبح المُنبِّي عن حيثيَّة المُتنبي» و«هبة الأيَّام فيما يتعلَّق بِأبي تمَّام» و«أوج التحرِّي عن حيثيَّة أبي العلاء المعرِّي» و«هدايا الكرام في تنزيه آباء النبيّ ».[38][39]

### بِاللُّغة العربيَّة
1. 1 2 3  عوَّاد، كوركيس (1944). "دير الفاروس بِجانب اللاذقيَّة" (PDF). مجلَّة مجمع اللُّغة العربيَّة بِدمشق. مجمع اللغة العربية بدمشق ع. 11–12: 513–514. مؤرشف من الأصل (PDF) في 13 فبراير 2022. {{استشهاد بدورية محكمة}}: تحقق من التاريخ في: |سنة= (مساعدة)
2. 1 2 3 4  "«دير الفاروس».. المنارة اليونانية الضائعة". المُغترب السوري. 5 آذار (مارس) 2020. مؤرشف من الأصل في 13 شُباط (فبراير) 2022. اطلع عليه بتاريخ 13 شُباط (فبراير) 2022. {{استشهاد ويب}}: تحقق من التاريخ في: |تاريخ الوصول=، |تاريخ=، و|تاريخ أرشيف= (مساعدة)
3. 1 2 3 4  شاكر، محمود مُحمَّد (1391هـ - 1972م). أباطيل وأسمار. القاهرة - مصر: مكتبة الخانجي. ج. الجُزءان الأوَّل والثاني. ص. 94 - 95. مؤرشف من الأصل في 13 فبراير 2022. {{استشهاد بكتاب}}: تحقق من التاريخ في: |سنة= (مساعدة)
4. ↑  زهدي، بشير (1976). "اكتشافات في مدينة اللاذقيَّة". الحوليَّات الأثريَّة العربيَّة السوريَّة. المُديريَّة العامَّة للآثار والمتاحف. ج. 26: 271. مؤرشف من الأصل في 2022-02-19.
5. ↑  الحموي، شهاب الدين أبو عبد الله ياقوت بن عبد الله. الخزل والدأل بين الدور والدارات والديرة. المكتبة الشاملة. ص. 1. مؤرشف من الأصل في 13 شُباط (فبراير) 2022. {{استشهاد بكتاب}}: تحقق من التاريخ في: |تاريخ أرشيف= (مساعدة)
6. ↑  المنبجي، أغابيوس بن قُسطنطين (1406هـ - 1986م). المُنتخب من تاريخ المنبجي (ط. الأولى). طرابُلس - لُبنان: دار المنصور. ص. 22. {{استشهاد بكتاب}}: تحقق من التاريخ في: |سنة= (مساعدة)
7. 1 2 3  عوَّاد، كوركيس (1944). "دير الفاروس بِجانب اللاذقيَّة" (PDF). مجلَّة مجمع اللُّغة العربيَّة بِدمشق. مجمع اللغة العربية بدمشق ع. 11–12: 517. مؤرشف من الأصل (PDF) في 13 فبراير 2022. {{استشهاد بدورية محكمة}}: تحقق من التاريخ في: |سنة= (مساعدة)
8. ↑  عوَّاد، كوركيس (1944). "دير الفاروس بِجانب اللاذقيَّة" (PDF). مجلَّة مجمع اللُّغة العربيَّة بِدمشق. مجمع اللغة العربية بدمشق ع. 11–12: 516–517. مؤرشف من الأصل (PDF) في 13 فبراير 2022. {{استشهاد بدورية محكمة}}: تحقق من التاريخ في: |سنة= (مساعدة)
9. ↑  دياب، وهيب بن أحمد (1417هـ - 1996م). تكملة مُعجم تاج العروس (ط. الأولى). دمشق - سوريا. ص. 115. {{استشهاد بكتاب}}: تحقق من التاريخ في: |سنة= (مساعدة)
10. ↑  اللاذقي، إلياس بن موسى صالح (2013). آثار الحقب في لاذقيَّة العرب (ط. الأولى). بيروت - لُبنان: دار الفارابي. ص. 195 - 196. مؤرشف من الأصل في 11 سبتمبر 2021. {{استشهاد بكتاب}}: تحقق من التاريخ في: |سنة= (مساعدة)
11. ↑  مجموعة مُؤلِّفين (1413هـ - 1992م). المُعجم الجُغرافي لِلقطر العربي السوري (ط. الأولى). دمشق - سوريا: المُؤسَّسة العامَّة لِلمساحة. ج. المُجلَّد الخامس. ص. 109. {{استشهاد بكتاب}}: تحقق من التاريخ في: |سنة= (مساعدة)
12. ↑  الأنصاري الدمشقي، شمس الدين أبو عبد الله مُحمَّد بن أبي طالب (1281هـ - 1865م). نُخبة الدهر في عجائب البر والبحر. بُطرسبرغ: مطبعة الأكاديميَّة الإمبراطوريَّة. ص. 209. {{استشهاد بكتاب}}: تحقق من التاريخ في: |سنة= (مساعدة)
13. ↑  الأيُّوبي، أبو الفداء إسماعيل بن علي بن محمود بن مُحمَّد بن عُمر بن شاهنشاه (2007). تقويم البُلدان (PDF) (ط. الأولى). القاهرة - مصر: مكتبة الثقافة الدينيَّة. ص. 292. {{استشهاد بكتاب}}: تحقق من التاريخ في: |سنة= (مساعدة)
14. ↑  العُمري، أبو العبَّاس شهاب الدين أحمد بن فضل الله بن يحيى بن أحمد (2010). مسالك الأبصار في ممالك الأمصار (PDF) (ط. الأولى). بيروت - لُبنان: دار الكُتُب العلميَّة. ص. 370 - 371. ISBN:9782745134417. مؤرشف من الأصل (PDF) في 30 أغسطس 2021. {{استشهاد بكتاب}}: تحقق من التاريخ في: |سنة= (مساعدة)
15. ↑  ابن بطوطة، مُحمَّد بن عبد الله بن مُحمَّد ٱللَّواتي الطَّنجِي (1417هـ). تُحفة النُظَّار في غرائب الأمصار وعجائب الأسفار. الرباط - المغرب: أكاديميَّة المملكة المغربية. ج. الجُزء الأوَّل. ص. 293 - 294. مؤرشف من الأصل في 13 شُباط (فبراير) 2022. {{استشهاد بكتاب}}: تحقق من التاريخ في: |سنة= و|تاريخ أرشيف= (مساعدة)
16. ↑  القفطي، جمال الدين أبو الحسن علي بن يُوسُف (1406هـ - 1982م). إنباه الرُواة على أنباه النُحاة (ط. الأولى). القاهرة وبيروت: دار الفكر العربي ومُؤسَّسة الكُتُب الثقافيَّة. ج. الجُزء الأوَّل. ص. 84. مؤرشف من الأصل في 6 شُباط (فبراير) 2022. {{استشهاد بكتاب}}: تحقق من التاريخ في: |سنة= و|تاريخ أرشيف= (مساعدة)
17. ↑  الذهبي، شمس الدين أبو عبد الله مُحمَّد بن أحمد بن عُثمان بن قايماز (1413هـ - 1993م). تاريخ الإسلام ووفيَّات المشاهير والأعلام (ط. الثانية). بيروت - لُبنان: دار الكتاب العربي. ج. الجُزء الثلاثون. ص. 200. مؤرشف من الأصل في 6 شُباط (فبراير) 2022. {{استشهاد بكتاب}}: تحقق من التاريخ في: |سنة= و|تاريخ أرشيف= (مساعدة)
18. ↑  السيوطي، جلال الدين عبد الرحمٰن بن أبي بكر بن مُحمَّد. بغية الوُعاة في طبقات اللُّغويين والنُحاة. صيدا - لُبنان: المكتبة العصريَّة. ج. الجُزء الأوَّل. ص. 316. مؤرشف من الأصل في 6 شُباط (فبراير) 2022. {{استشهاد بكتاب}}: تحقق من التاريخ في: |تاريخ أرشيف= (مساعدة)
19. ↑  الصَّفدي، صلاح الدين أبو الصَّفاء خليل بن أيبك بن عبد الله (1420هـ- 2000م). الوافي بِالوفيَّات. بيروت - لُبنان: دار إحياء التُراث. ج. الجُزء السابع. ص. 65. مؤرشف من الأصل في 6 شُباط (فبراير) 2022. {{استشهاد بكتاب}}: تحقق من التاريخ في: |سنة= و|تاريخ أرشيف= (مساعدة)
20. ↑  ضيف، شوقي. الفن ومذاهبه في النثر العربي (ط. الثالثة عشرة). بيروت - لُبنان: دار المعارف. ص. 265. مؤرشف من الأصل في 14 شُباط (فبراير) 2022. {{استشهاد بكتاب}}: تحقق من التاريخ في: |تاريخ أرشيف= (مساعدة)
21. ↑  بهلول، نافع علوان. "الاحتمالات الإعرابيَّة في شرح ديوان أبي الطيِّب المُتنبي لِأبي العلاء المعرِّي (مُعجز أحمد)". مجلَّة آداب الفراهيدي. كُليَّة الآداب في جامعة تكريت ع. 18 كانون الثاني 2014: 25. ISSN:2074-9554. مؤرشف من الأصل في 14 شُباط (فبراير) 2022. {{استشهاد بدورية محكمة}}: تحقق من التاريخ في: |تاريخ أرشيف= (مساعدة)
22. ↑  الحموي، شهاب الدين أبو عبد الله ياقوت بن عبد الله (1995). مُعجم البُلدان (ط. الثانية). بيروت - لُبنان: دار صادر. ج. الجُزء الخامس. ص. 6. مؤرشف من الأصل في 6 شُباط (فبراير) 2022. {{استشهاد بكتاب}}: تحقق من التاريخ في: |سنة= و|تاريخ أرشيف= (مساعدة)
23. ↑  حُسين، طٰه (2014). تجديد ذكرى أبي العلاء (PDF) (ط. الثانية). مدينة نصر - مصر: مؤسسة هنداوي للتعليم والثقافة. ص. 105 - 106. ISBN:9789777196857. مؤرشف من الأصل (PDF) في 6 فبراير 2022. {{استشهاد بكتاب}}: تحقق من التاريخ في: |سنة= (مساعدة)
24. ↑  الميمني، عبد العزيز بن عبد الكريم بن يعقوب الراجكوتي الأثري (1424هـ - 2002م). أبو العلاء وما إليه (ط. الأولى). بيروت - لُبنان: دار الكُتُب العلميَّة. ص. 55 وهامشها الرابع. ISBN:2745136194. {{استشهاد بكتاب}}: تحقق من التاريخ في: |سنة= (مساعدة)
25. 1 2 3 4 5 6 7 8  الجُندي، مُحمَّد سليم (1382هـ - 1962م). الجامع في أخبار أبي العلاء المعرِّي وآثاره (PDF). دمشق - سوريا: المجمع العلمي العربي. ج. الجُزء الأوَّل. ص. 198 - 201. مؤرشف من الأصل (PDF) في 27 يناير 2022. {{استشهاد بكتاب}}: تحقق من التاريخ في: |سنة= (مساعدة)
26. ↑  ابن بُطلان، أبو أنيس المُختار بن الحسن بن عبدون البغدادي (2006). رحلة ابن بُطلان (PDF) (ط. الأولى). أبو ظبي - الإمارات: دار السويدي للنشر والتوزيع. ص. 79 - 80. مؤرشف من الأصل (PDF) في 16 فبراير 2022. {{استشهاد بكتاب}}: تحقق من التاريخ في: |سنة= (مساعدة)
27. ↑  المعرِّي، أبو العلاء أحمد بن سُليمان التَّنُوخي (1325هـ - 1907م). رسالة الغُفران (ط. الأولى). القاهرة - مصر: مطبعة أمين هنديَّة. ص. 136. مؤرشف من الأصل في 15 شُباط (فبراير) 2022. {{استشهاد بكتاب}}: تحقق من التاريخ في: |سنة= و|تاريخ أرشيف= (مساعدة)
28. ↑  كيلاني، كامل (18 تشرين الثاني [نوڤمبر] 1946). "مجالس الأدب: في إحدى ليالي رمضان". مجلَّة الرسالة. دار الرسالة ع. 698. مؤرشف من الأصل في 16 شُباط (فبراير) 2022. {{استشهاد بدورية محكمة}}: تحقق من التاريخ في: |سنة= و|تاريخ أرشيف= (مساعدة)
29. ↑  البديعي الدمشقي، يُوسُف (1169هـ). الصبح المُنبِّي عن حيثيَّة المُتنبِّي (PDF). ص. 10. مؤرشف من الأصل (PDF) في 9 فبراير 2022. {{استشهاد بكتاب}}: تحقق من التاريخ في: |سنة= (مساعدة)
30. ↑  الأصفهاني، عماد الدين أبو عبد الله مُحمَّد بن مُحمَّد بن حامد بن أَلُه (1425هـ - 2004م). الفتح القُسِّي في الفتح القُدسي (ط. الأولى). بيروت - لُبنان: دار المنار. ص. 130 - 131. مؤرشف من الأصل في 6 شُباط (فبراير) 2022. {{استشهاد بكتاب}}: تحقق من التاريخ في: |سنة= و|تاريخ أرشيف= (مساعدة)
31. ↑  ابن خلدون، أبو زيد وليُّ الدين عبد الرحمٰن بن مُحمَّد (1408هـ - 1988م). ديوان المُبتدأ والخبر في تاريخ العرب والبربر ومن عاصرهم من ذوي الشأن الأكبر (ط. الثانية). بيروت - لُبنان: دار الفكر. ص. 365. مؤرشف من الأصل في 14 شُباط (فبراير) 2022. {{استشهاد بكتاب}}: تحقق من التاريخ في: |سنة= و|تاريخ أرشيف= (مساعدة)
32. ↑  ابن تغري بردي، أبو المحاسن جمال الدين يُوسُف الأتابكي اليشبقاوي الظاهري. النُجُوم الزاهرة في مُلُوك مصر والقاهرة. القاهرة - مصر: وزارة الثقافة والإرشاد القومي ودار الكُتُب. ج. الجُزء الخامس. ص. 325. مؤرشف من الأصل في 14 شُباط (فبراير) 2022. {{استشهاد بكتاب}}: تحقق من التاريخ في: |تاريخ أرشيف= (مساعدة)
33. ↑  العكري الحنبلي، أبو الفلاح عبد الحي بن أحمد بن مُحمَّد بن العماد (1406هـ - 1986م). شذرات الذهب في أخبارٍ من ذهب (ط. الأولى). بيروت ودمشق: دار ابن كثير. ج. الجُزء السادس. ص. 226. مؤرشف من الأصل في 14 شُباط (فبراير) 2022. {{استشهاد بكتاب}}: تحقق من التاريخ في: |سنة= و|تاريخ أرشيف= (مساعدة)
34. 1 2 3 4  عُثمان، هاشم (1996). الأبنية والأماكن الأثريَّة في اللاذقيَّة (PDF) (ط. الأولى). دمشق - سوريا: وزارة الثقافة. ص. 47 - 48. مؤرشف من الأصل (PDF) في 15 فبراير 2022. {{استشهاد بكتاب}}: تحقق من التاريخ في: |سنة= (مساعدة)
35. ↑  اللاذقي، إلياس بن موسى صالح (2013). آثار الحقب في لاذقيَّة العرب (ط. الأولى). بيروت - لُبنان: دار الفارابي. ص. 209. مؤرشف من الأصل في 11 سبتمبر 2021. {{استشهاد بكتاب}}: تحقق من التاريخ في: |سنة= (مساعدة)
36. ↑  دوسو، رينيه (2013). المسالك والبُلدان في بلاد الشَّام في العُصُور القديمة والوُسطى. ترجمة: عصام الشحادات. بيروت - لُبنان: المعهد الفرنسي للشرق الأدنى. ص. 495 (الهامش الخامس). ISBN:9782351593929. {{استشهاد بكتاب}}: تحقق من التاريخ في: |سنة= (مساعدة)
37. 1 2 3  سليطين، بلال (2 أيّار [مايو] 2014). "إنجيل "الفاروس".. وثائق تاريخية وقيم روحية". مؤرشف من الأصل في 14 شُباط (فبراير) 2022. اطلع عليه بتاريخ 14 شُباط (فبراير) 2022. {{استشهاد ويب}}: تحقق من التاريخ في: |تاريخ الوصول=، |تاريخ=، و|تاريخ أرشيف= (مساعدة)
38. ↑  الزِّركلي، خير الدين (2002). الأعلام (ط. الخامسة عشر). بيروت - لُبنان: دار العلم للملايين. ج. الجُزء الثامن. ص. 220 - 221. مؤرشف من الأصل في 10 شُباط (فبراير) 2022م. {{استشهاد بكتاب}}: تحقق من التاريخ في: |سنة= و|تاريخ أرشيف= (مساعدة)
39. ↑  الحمصي، نهلة. "البديعي (يوسف-) (… ـ 1073هـ / … ـ 1662م)". الموسوعة العربيَّة. هيئة الموسوعة العربية. ج. المُجلَّد الرابع. ص. 777. مؤرشف من الأصل في 10 شُباط (فبراير) 2022م. {{استشهاد بموسوعة}}: تحقق من التاريخ في: |تاريخ أرشيف= (مساعدة)

### بِلُغاتٍ أوروپيَّة
1. ↑  "Pharos". Merriam-Webster.com (بالإنجليزية). Merriam-Webster. Archived from the original on 13 شُباط (فبراير) 2022. {{استشهاد ويب}}: تحقق من التاريخ في: |تاريخ أرشيف= (help)
2. ↑  Walpole, Frederick (1851). The Ansayrii, (or Assassins,): With Travels in the Further East, in 1850-51. Including a Visit to Ninevah (بالإنجليزية). London: R. Bentley. Vol. Vol. III. p. 83 - 86. Archived from the original on 15 فبراير 2022. {{استشهاد بكتاب}}: |المجلد= يحوي نصًّا زائدًا (help) and تحقق من التاريخ في: |سنة= (help)
3. ↑  La Boda, Sharon (1994), International Dictionary of Historic Places: Middle East and Africa (بالإنجليزية), Taylor & Francis, p. 453, ISBN:978-1-884-964039